# Хулио, Мигель
Мигель Анхель Хулио Россете (англ. Miguel Ángel Julio Rossete; род. 21 февраля 1991 года, Санта-Марта, Колумбия) — колумбийский футболист, полузащитник.

## Клубная карьера
Хулио — воспитанник клуба «Индепендьенте Медельин». 20 февраля 2009 года в матче против «Реал Картахена» он дебютировал в Кубке Мустанга. В том же году Мигель стал чемпионом в состав «Индепендьенте Медельин». Из-за высокой конкуренции в следующий раз он вышел на поле через три года. В 2012 году Хулио перешёл в «Трухильянос», но так и не дебютировал за клуб.
Летом 2013 года Мигель присоединился к «Америке» из Кали. 23 июля в матче против «Тигреса» он дебютировал в колумбийской Примере B.
В начале 2015 года Хулио перешёл в аргентинский «Атлетико Тукуман». 28 февраля в матче против «Феррокарриль Оэсте» он дебютировал в Примере B. По итогам сезона Мигель помог клубу выйти в элиту. 13 сентября 2016 года в матче против «Арсенала» из Саранди он дебютировал в аргентинской Примере.

## Международная карьера
В 2009 году в составе молодёжной сборной Колумбии Хулио участвовал в молодёжном чемпионате Южной Америки в Венесуэле. На турнире он сыграл в матчах против команды Аргентины.
В 2011 году Мигель поехал в Перу на молодёжный чемпионат Южной Америки. На турнире он сыграл в матчах против команд Парагвая, Уругвая, Боливии, Эквадора и дважды против Бразилии.

## Достижения
«Индепендьенте Медельин»
- Чемпионат Колумбии по футболу — Финалисасьон 2009